# Liste des quais de Bordeaux

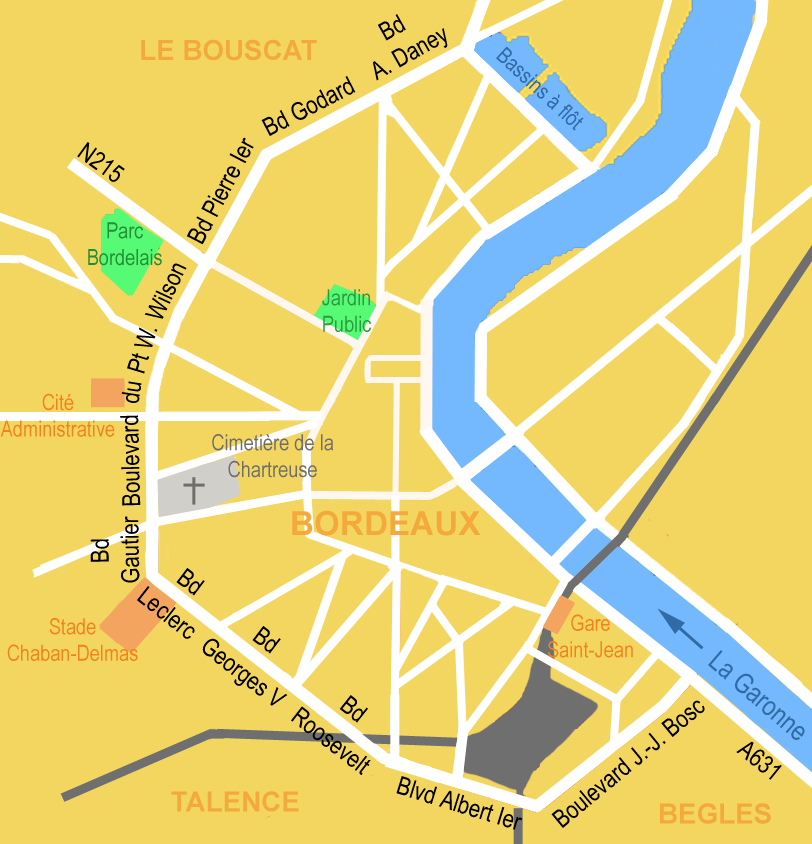
Carte de Bordeaux : les quais (en blanc), le long de la Garonne.

Les quais de Bordeaux sont les voies aménagées en bord de la Garonne.

## Situation et accès
Sur la rive gauche, les quais se déroulent sur une bande de 80 mètres de large, entre façades et Garonne, et sur 4,5 kilomètres de long de la gare Saint-Jean aux bassins à flot. Sur la rive droite, ils se déploient en vis-à-vis entre Lormont et Floirac dans le quartier de la Bastide.
Bordeaux possède un patrimoine urbain remarquable, en partie inscrit au patrimoine mondial (Port de la Lune), avec ses façades XVIIIe siècle, ses nombreux édifices classés ou inscrits au titre des monuments historiques.

## Les quais et leurs monuments

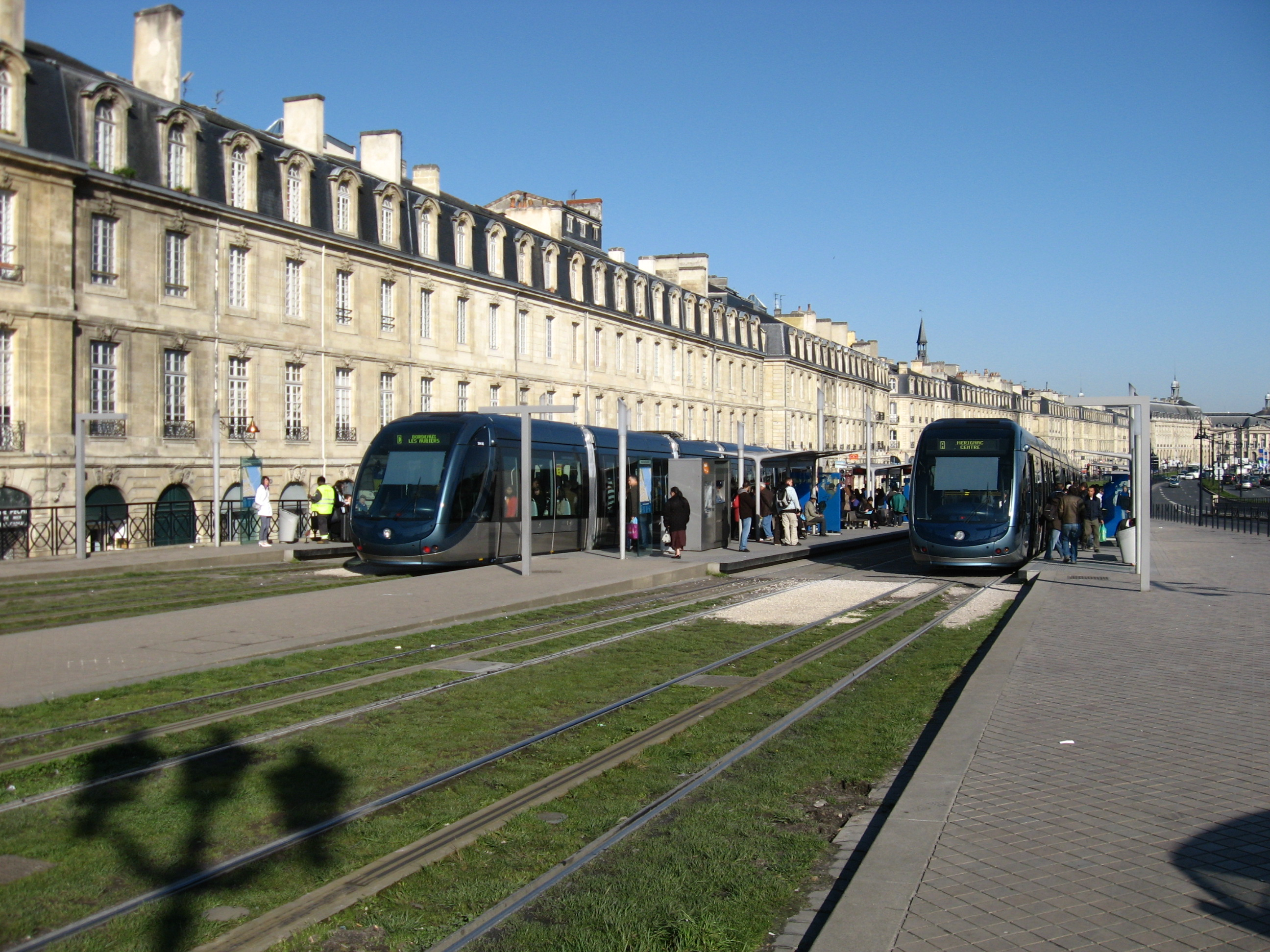
Façades ordonnancées du quai Richelieu à Bordeaux.

### Rive gauche
- Quai du Président Wilson
- Quai de Brienne
  - Marché d'intérêt national

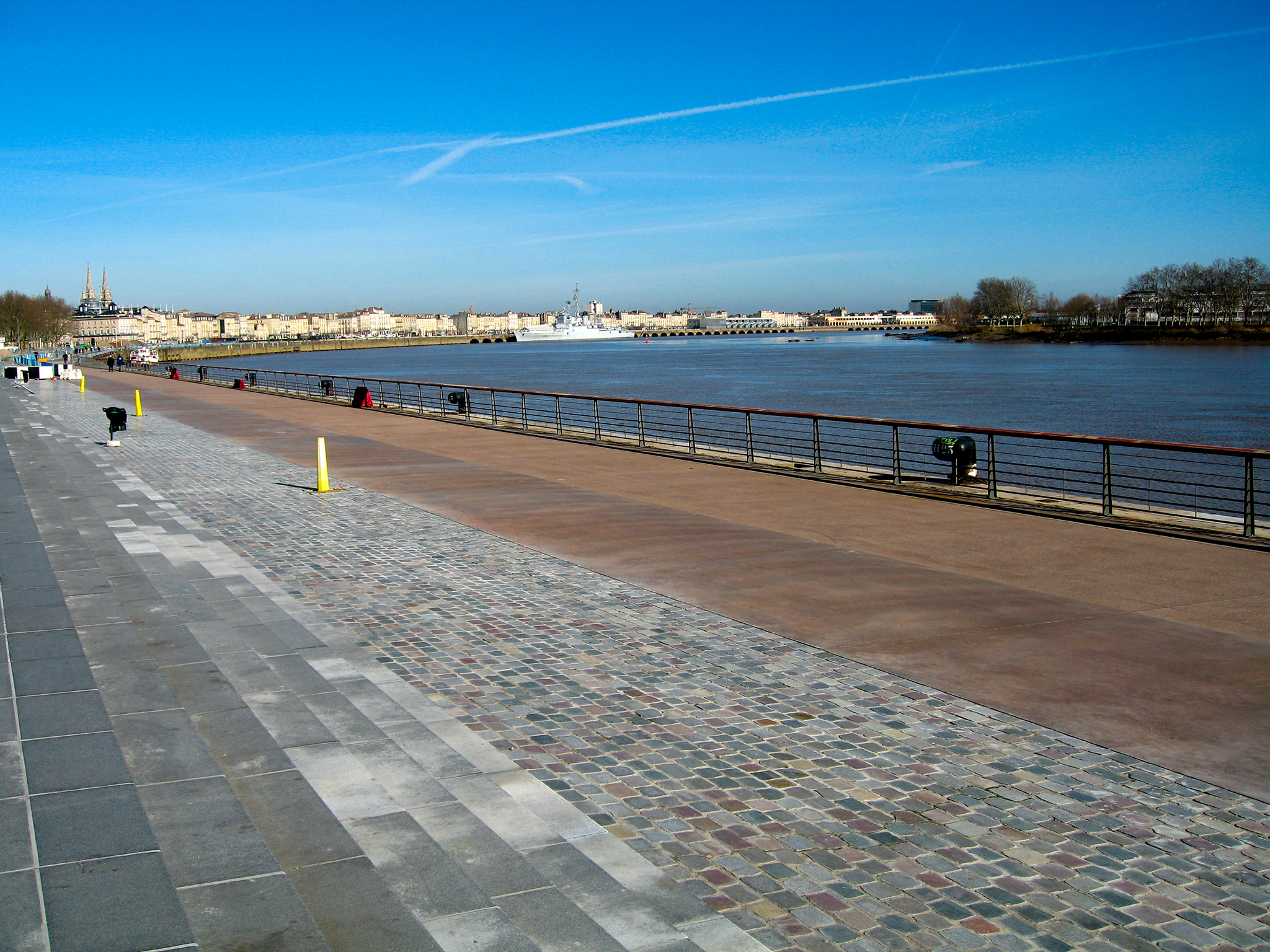
Quais de Bordeaux.

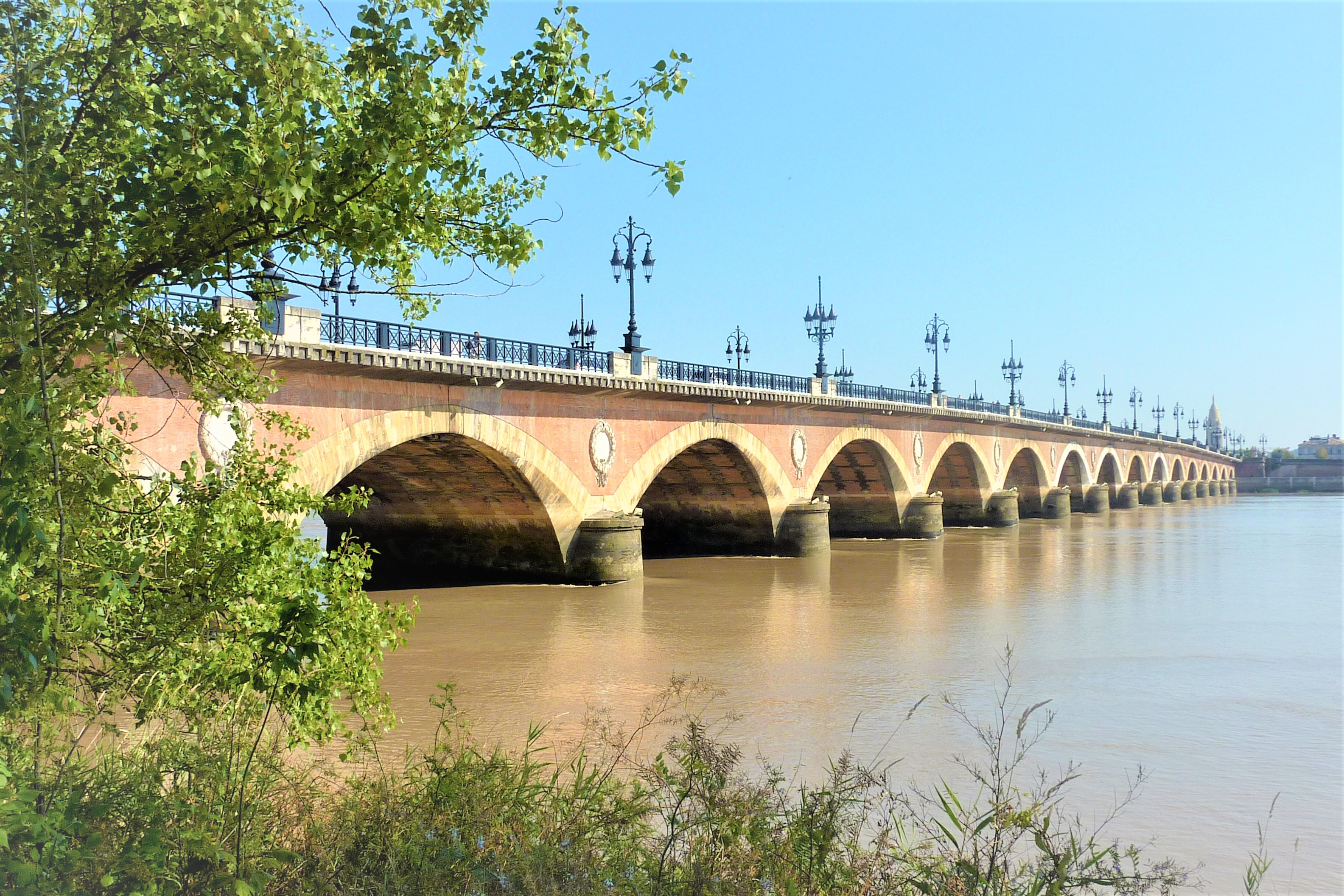
Pont de Pierre.

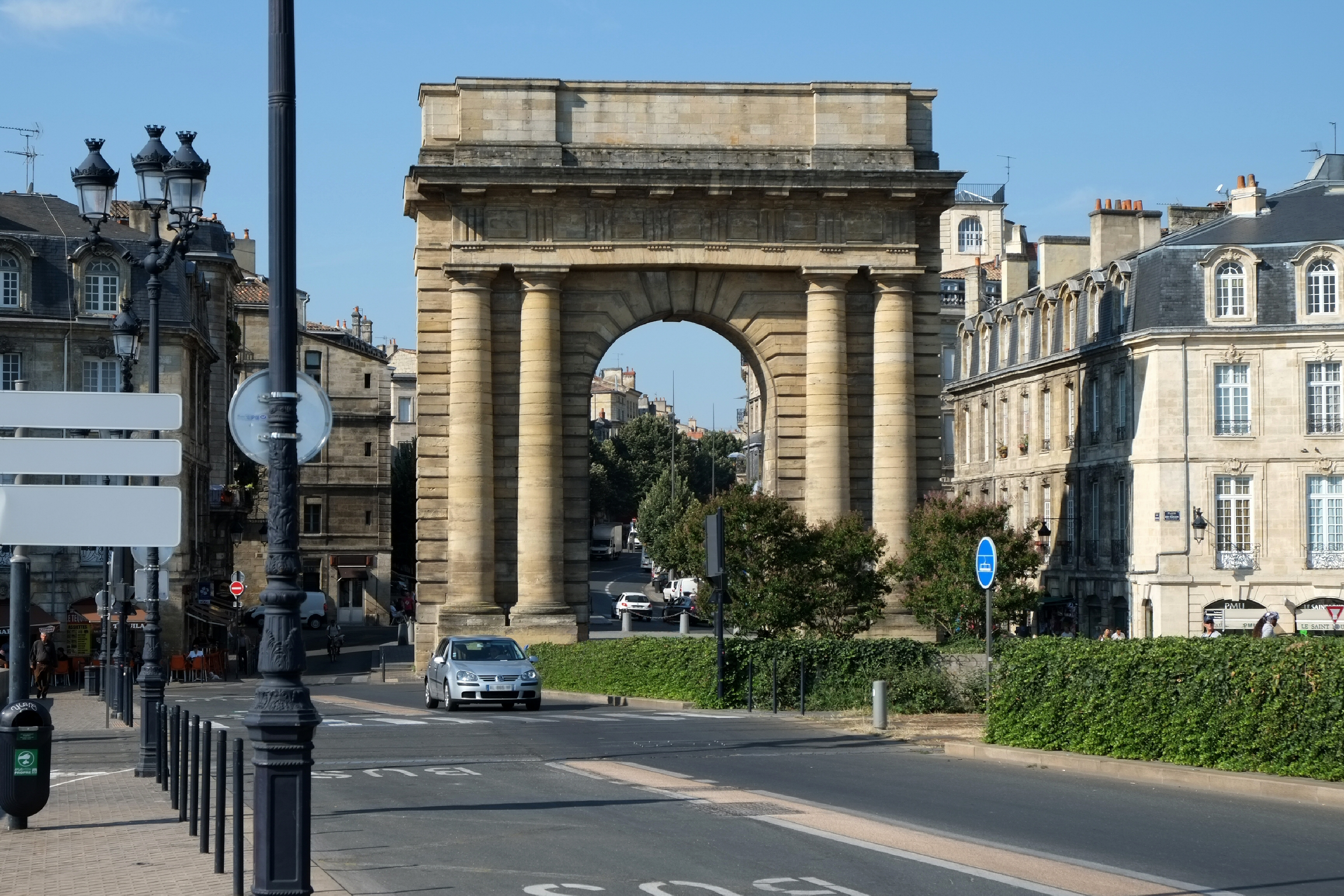
Porte de Bourgogne.

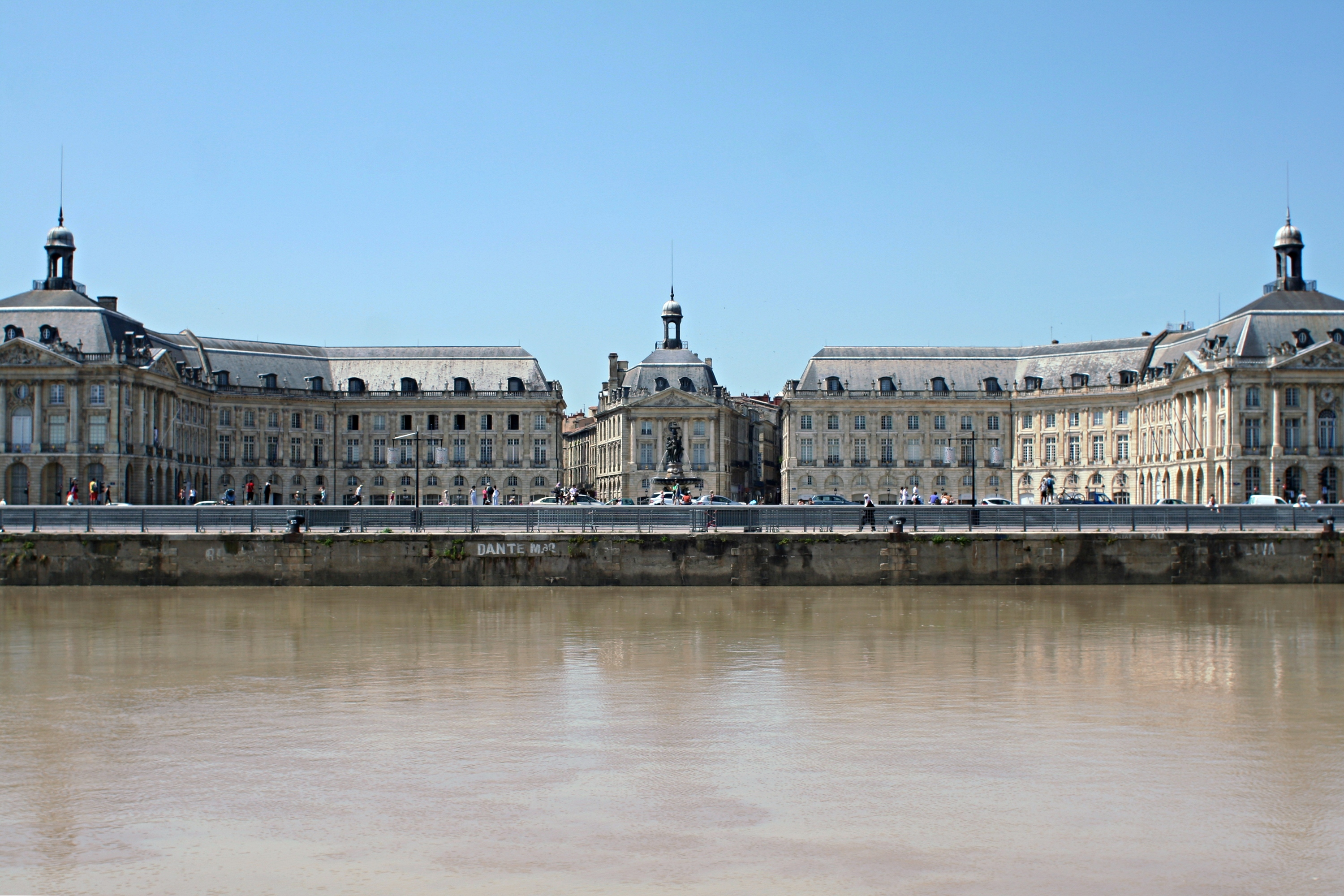
Place de la Bourse.

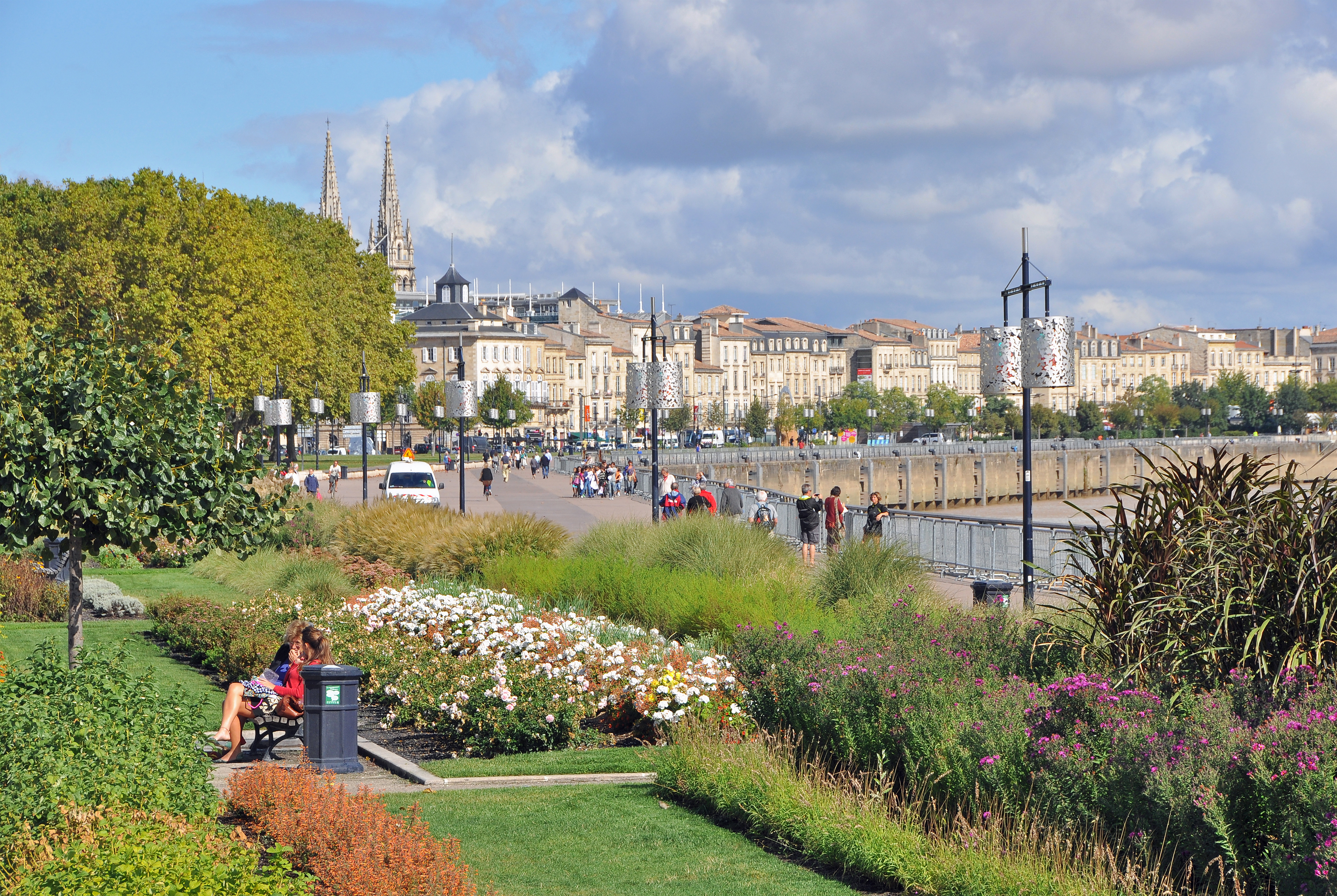
Quai Louis XVIII.

- Quai de Paludate : anciens abattoirs, discothèques, restaurants
  - Pont Saint-Jean
  - Passerelle Eiffel

- Quai Sainte-Croix :
  - Conservatoire de Bordeaux Jacques Thibault
  - Parc Saint Michel : Un parc de 5 hectares aménagé selon les plans du paysagiste Michel Corajoud entre la rue des Allamandiers et la rue Peyronnet. Larges pelouses pour se détendre, s’amuser et jouer au ballon. Aires de jeux aménagées pour pratiquer, entre autres, du Street-hockey, du beach-volley, du fitness ou du basket-ball.

- Quai de la Monnaie
  - Porte de la Monnaie

- Quai de la Grave :
  - Fontaine de la Grave
  - On aperçoit derrière la Basilique Saint-Michel

- Quais des Salinières
  - Parc de stationnement souterrain Salinières : 400 places sur 5 niveaux. présente des œuvres de l’artiste Marin Kasimir.
  - Pont de Pierre
  - Porte de Bourgogne

- Quai Richelieu
- Quai de la Douane

- Quai du Maréchal Lyautey
  - Place de la Bourse
  - Miroir d'eau : Bordeaux est dotée depuis fin juillet 2006 du plus grand miroir d'eau du monde (3 450 m2). Imaginé par le fontainier Jean-Max Llorca, le système permet de faire apparaître l'un après l'autre un effet miroir (avec 2 cm d'eau sur une dalle en granit) et un effet brouillard pouvant atteindre jusqu'à 2 mètres de hauteur.

- Quai Louis XVIII
  - Place des Quinconces
  - « Prairie des Girondins » : mail de platanes et pelouse sur 15 000 m2.

- Quai des Chartrons
  - Bourse Maritime
  - Cité mondiale du vin
  - Skate park
  - Marché des Chartrons, le dimanche

- Quai de Bacalan :
  - Bord'eau Village (précédemment "Quai des marques", selon le concept né à Franconville)
  - Hangar 20 : Cap Sciences
  - Pont Jacques-Chaban-Delmas
  - Cité du Vin

- Quai du Maroc, Quai du Sénégal, Quai Armand Lalande

### Rive droite
- Quai Alfred de Vial
- Quai Français
- Quai Carriet
- Pont d'Aquitaine
- Quai Elisabeth Dupeyron
- Quai Numa Sensine
- Quai de Brazza

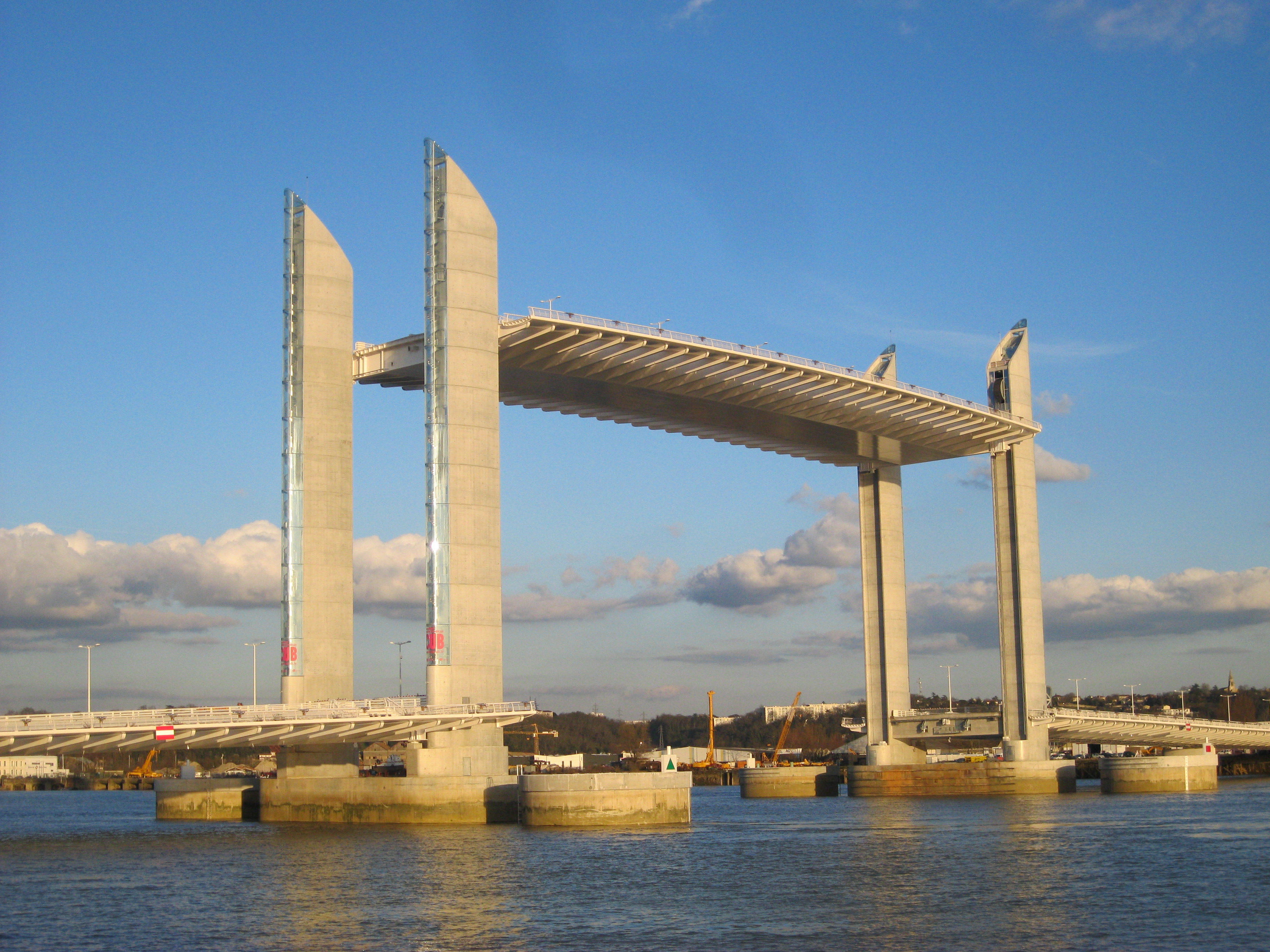
Pont Jacques-Chaban-Delmas.

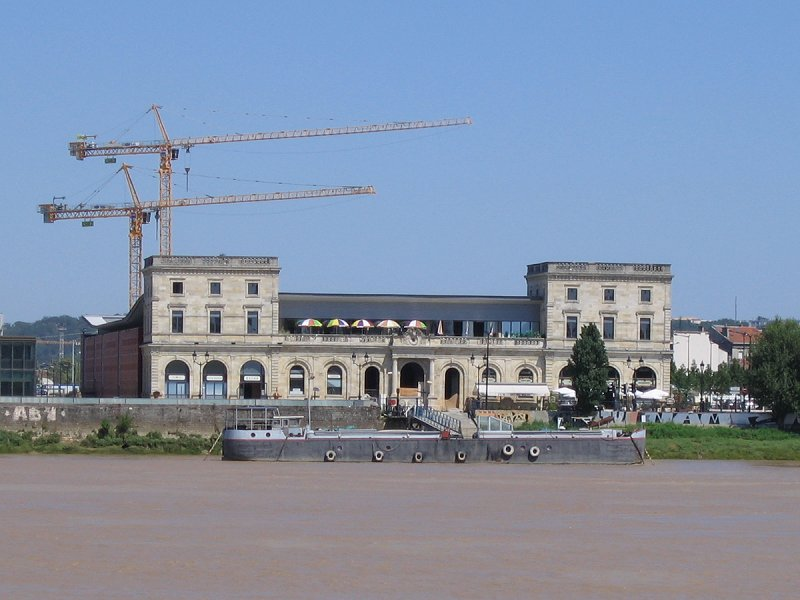
Ancienne gare de Bordeaux-Bastide.

  - Ancienne  Halle des magasins généraux, devenu le bâtiment des archives municipales
  - Ancienne caserne Niel
- Pont Jacques-Chaban-Delmas
- Quai des Queyries
  - Jardin botanique de Bordeaux
  - Ancienne gare de Bordeaux-Bastide, devenue un cinéma multiplex
- Pont de Pierre
  - Place Stalingrad : statue Le Lion de Veilhan, dite Le lion bleu
- Quai Deschamps
  - Caserne des pompiers de la Benauge
- Pont Saint-Jean
- Quai de la Souys

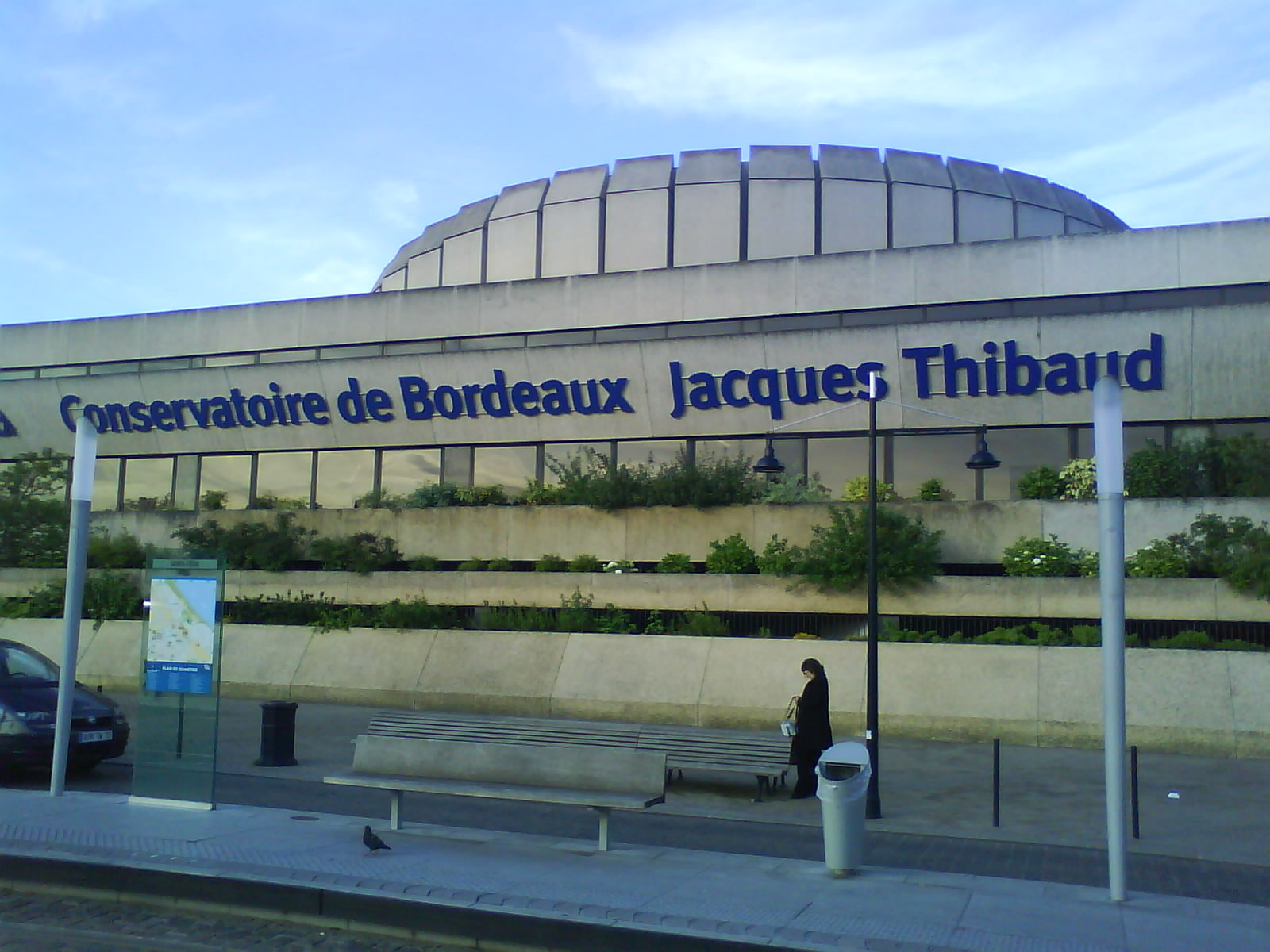
Conservatoire de Bordeaux Jacques Thibault quai Sainte-Croix.
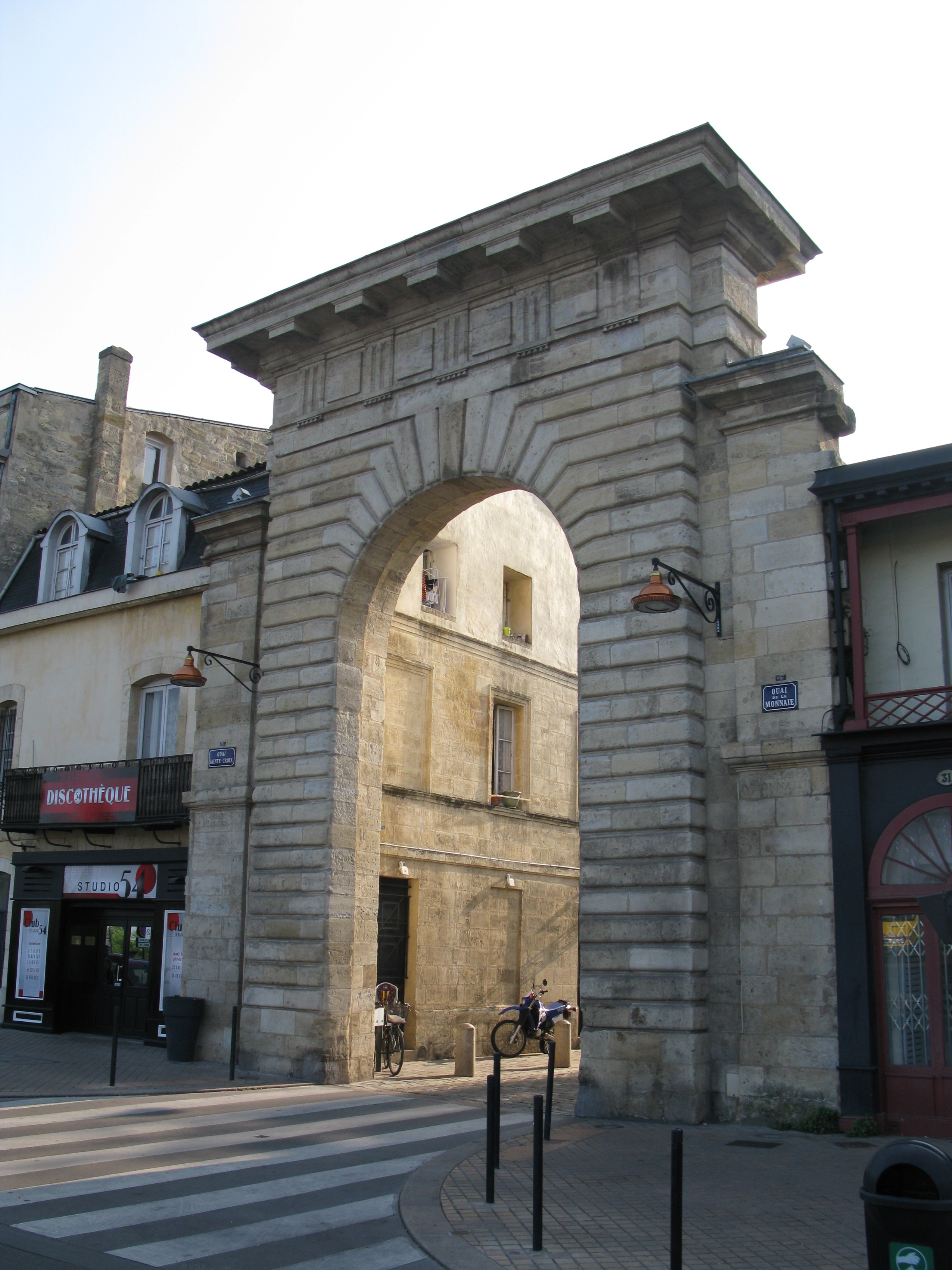
Porte de la Monnaie)(Quai de la Monnaie).
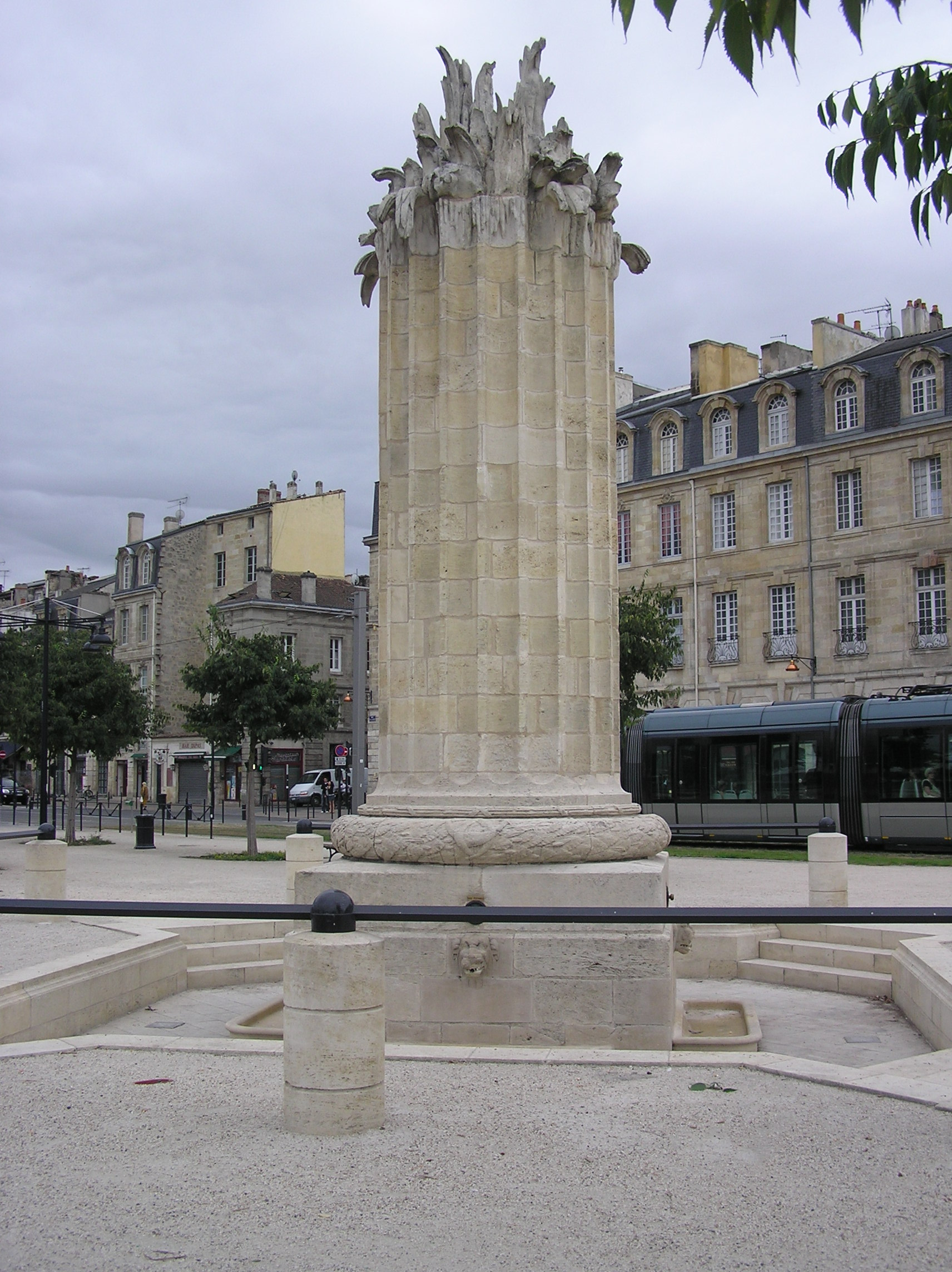
Fontaine de la Grave (Quai des Salinières).
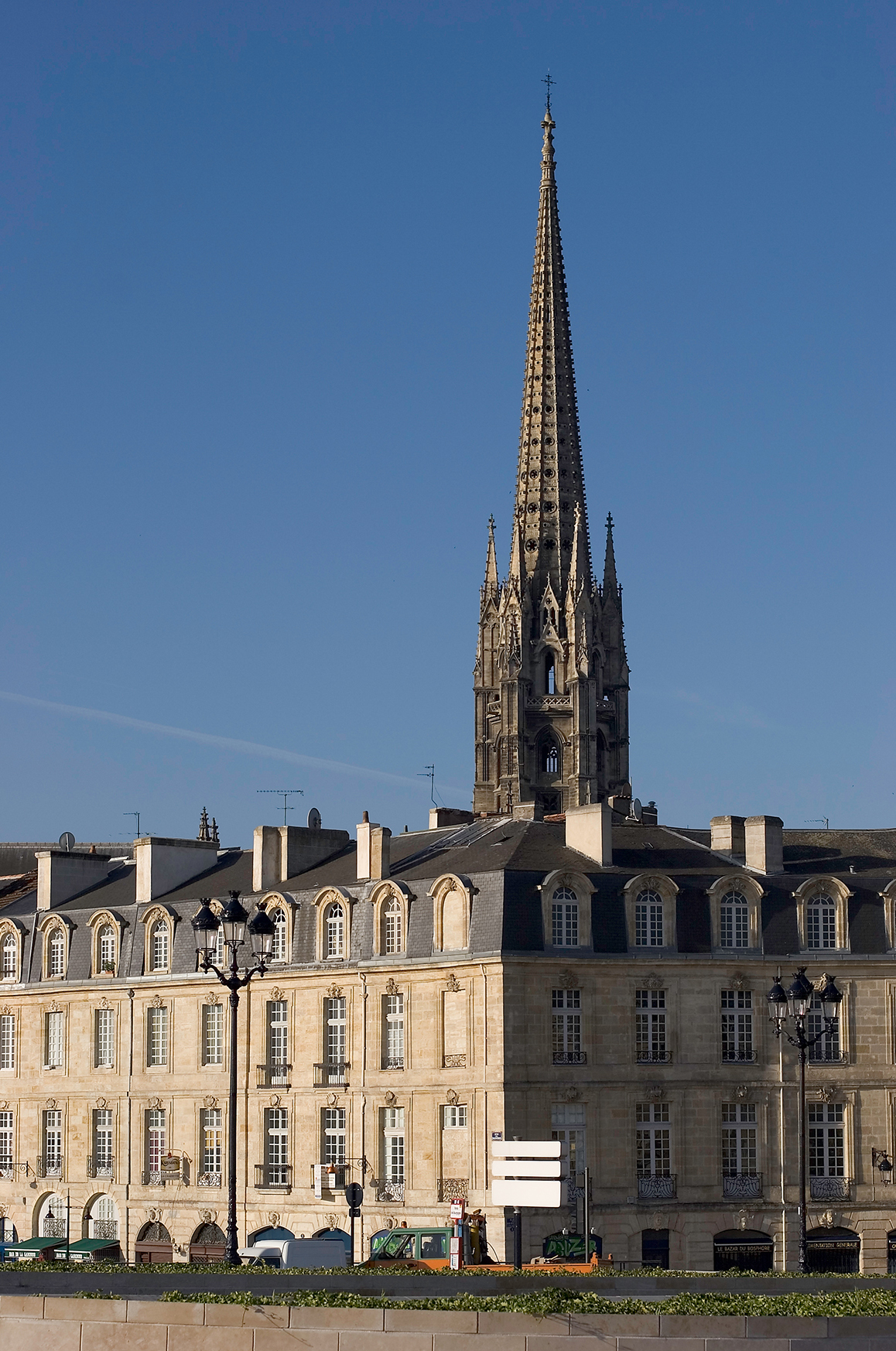
Basilique Saint-Michel.
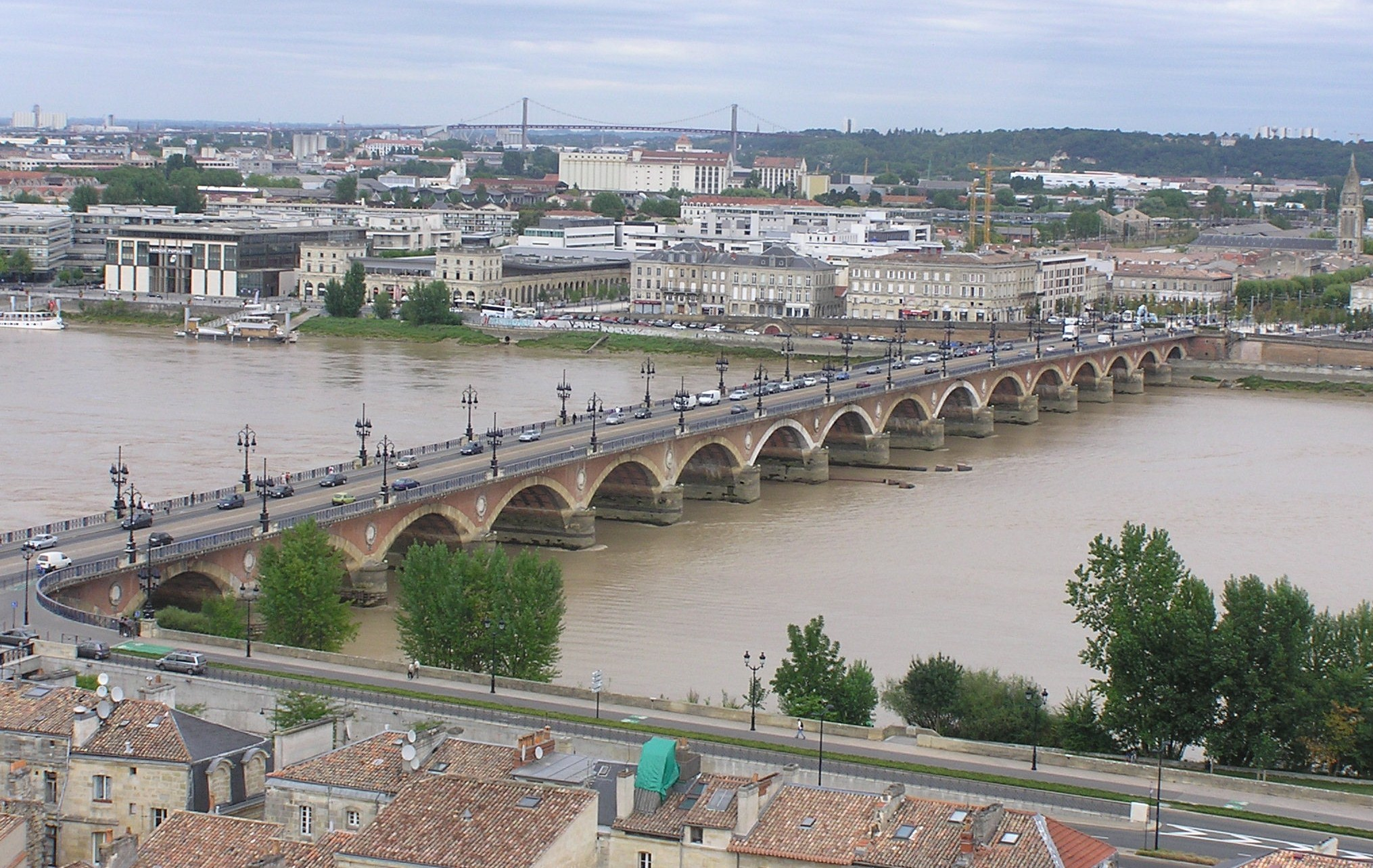
Pont de Pierre.
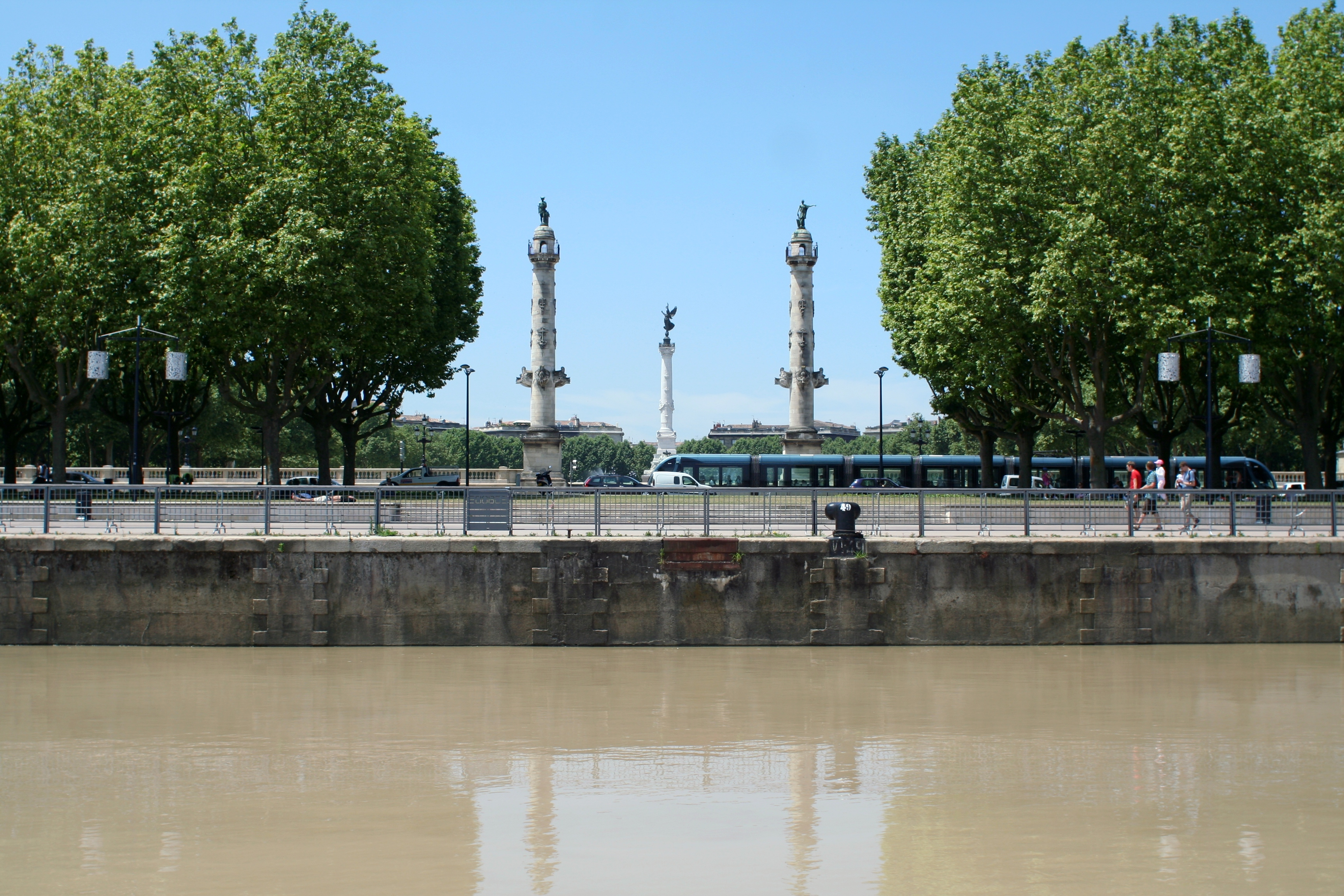
Place des Quinconces.
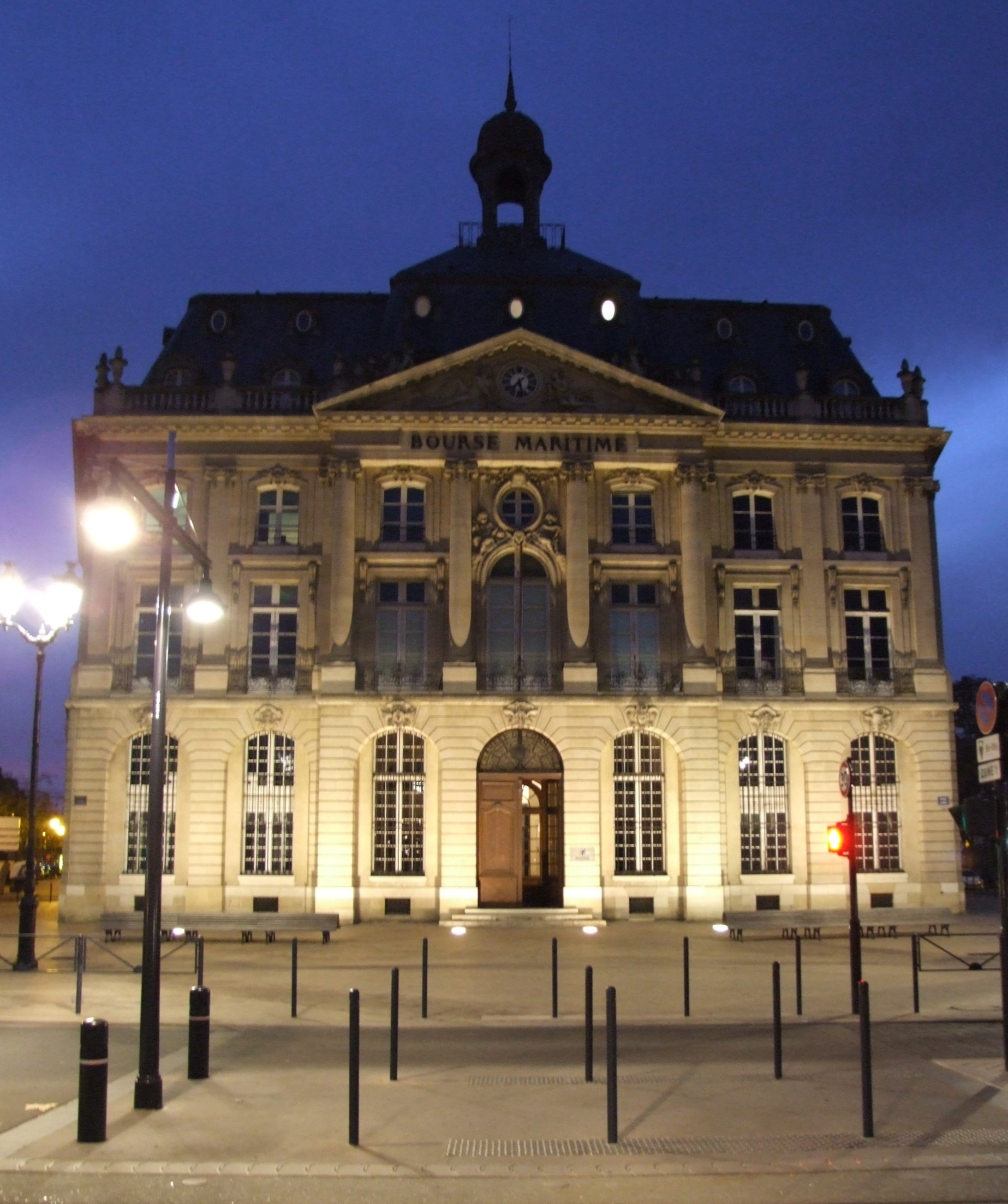
Bourse Maritime.
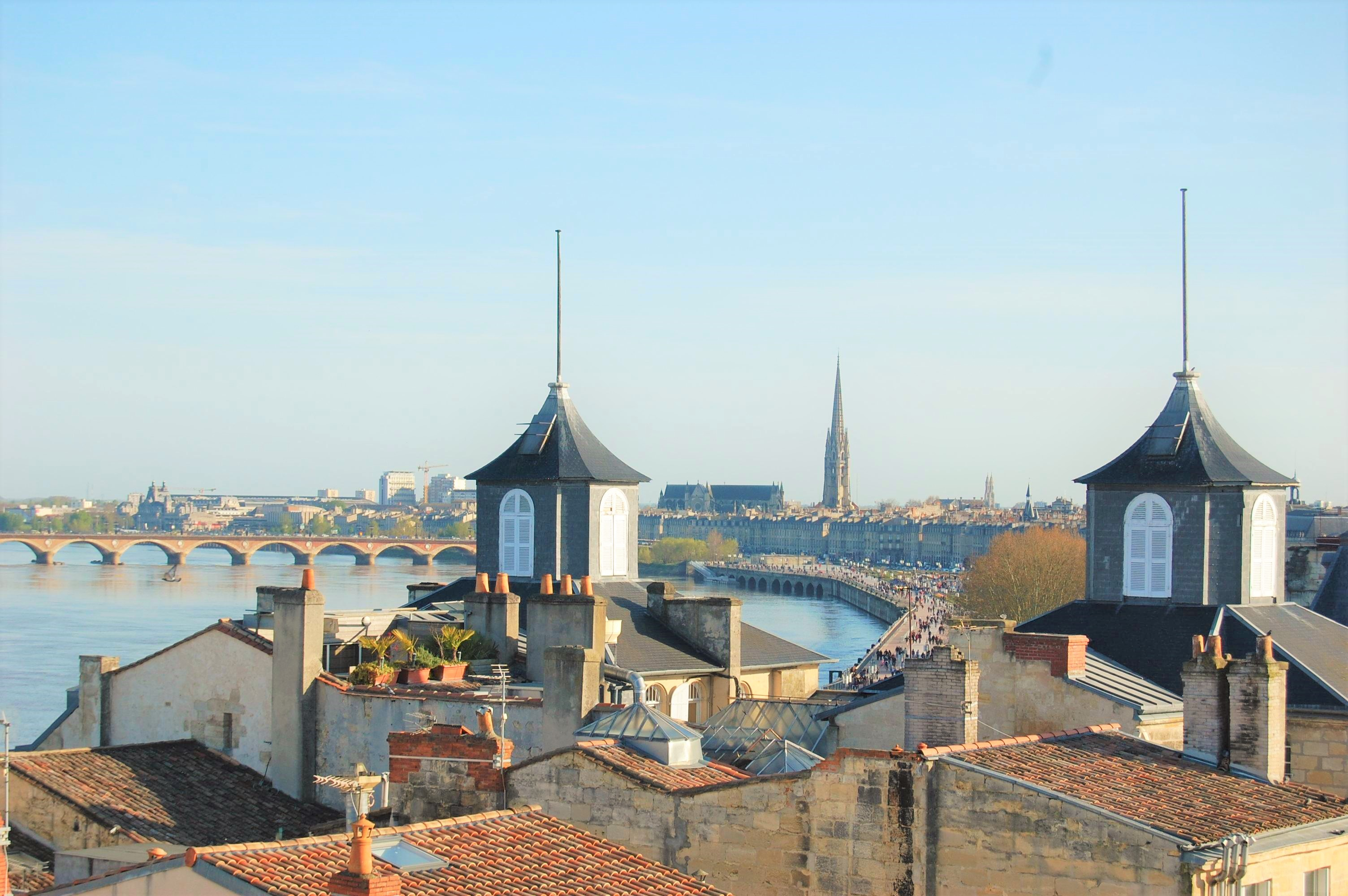
Quais de Bordeaux.
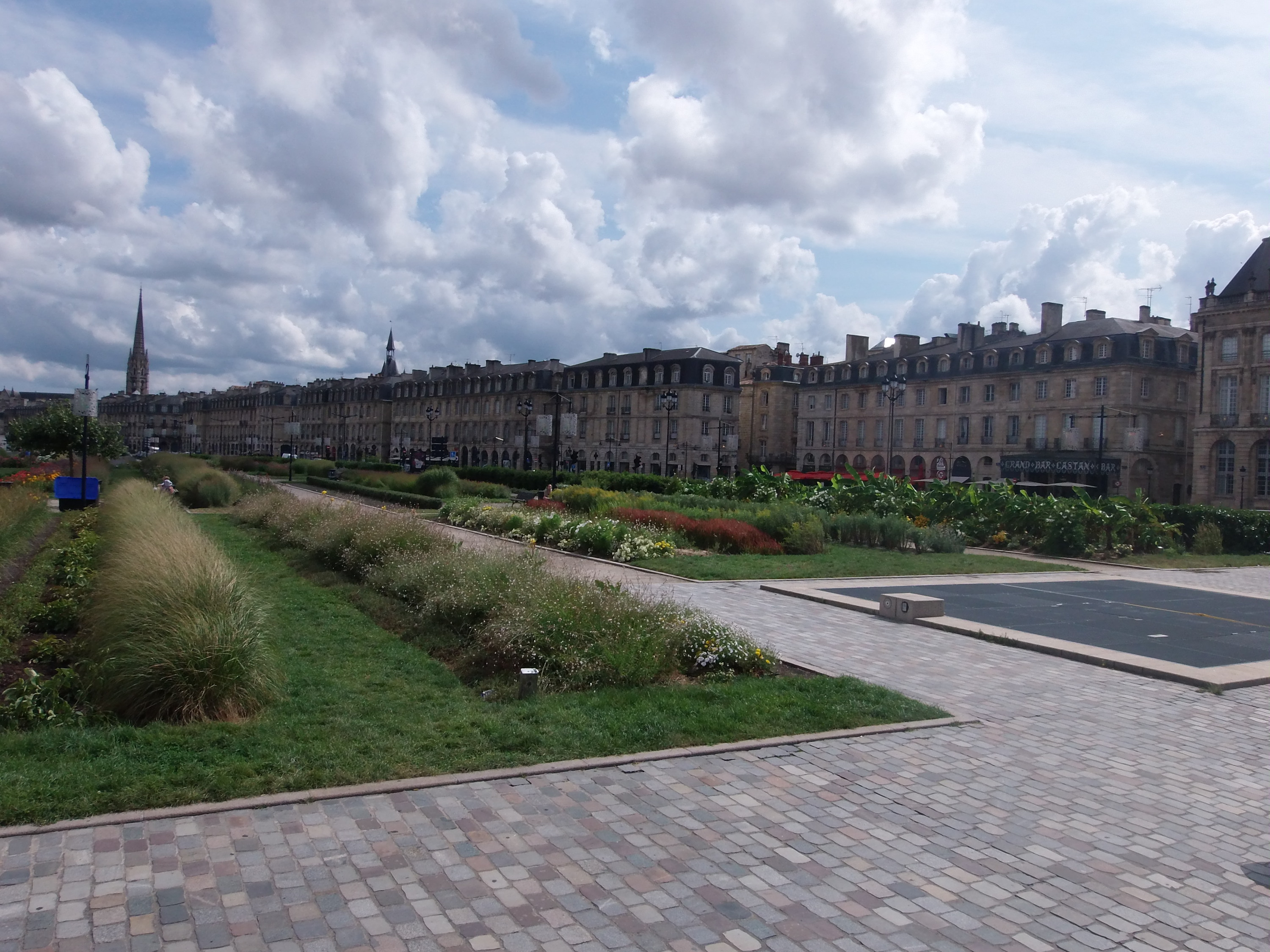
Quai Richelieu.

## Promenade Corajoud
La promenade Corajoud (93 hectares), inaugurés en 2009, est l’aboutissement de la réhabilitation des quais par l’équipe du paysagiste Michel Corajoud. Elle s'étend d'une rive à l'autre de la Garonne entre le pont de pierre et le pont Chaban-Delmas. Sur la rive gauche, la bande de jardins met en valeur les façades du XVIIIe siècle et crée des lieux de vie en face des différents quartiers, de Saint-Michel à Bacalan. Sur la rive droite, quartier de La Bastide, le parc aux Angéliques se déploie, mettant l'accent sur le végétal.
3 entités la compose sur la rive gauche, le Jardin des Lumières, le Parc des Sports Saint-Michel et la promenade des Girondins.
On s'y rend pour s'y promener ou se dépenser sur les espaces sportifs, boire un verre ou déjeuner au marché des Chartrons, à Bord'eau Village ou dans des restaurants sur les quais, contempler le paysage de la Garonne.

### Jardin des Lumières

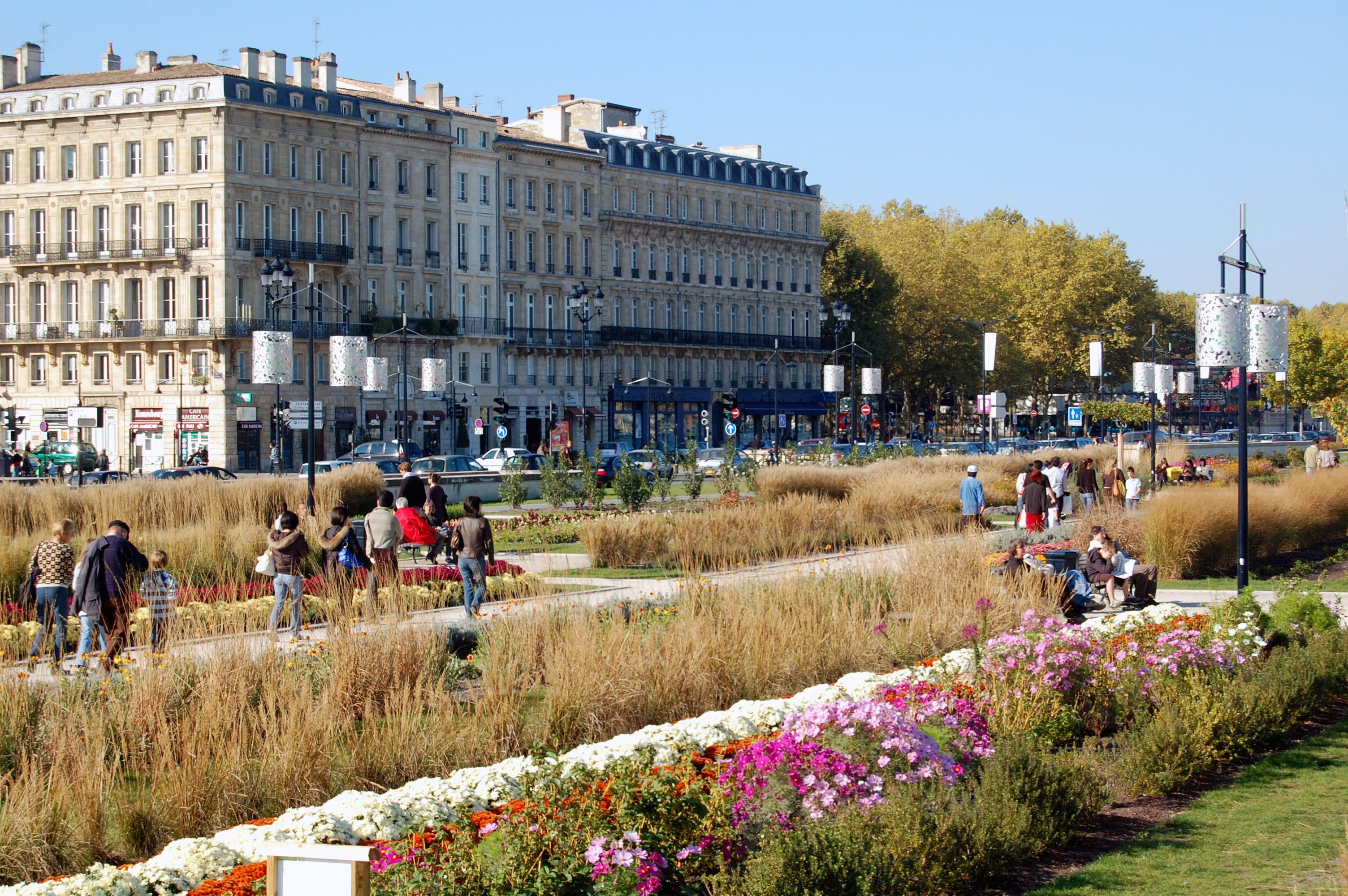
Jardin des Lumières.

De part et d’autre du miroir d’eau, place de la Bourse, deux grands espaces sont aménagés avec des plantations basses pour dégager la vue : le Jardin des Lumières. C'est un lieu de promenade le long d'allées piétonnes et de placettes aménagées, composé de 223 plates-bandes et d'environ 33 000 plantes. On y trouve :
10 000 vivaces et graminées, réparties en 116 espèces et variétés ;
4 000 arbustes taillés de 15 espèces différentes ;
19 000 plantes annuelles à massifs, réparties en 40 espèces et variétés.

### Parc des Sports Saint-Michel
Le parc des sports Saint-Michel est un équipement en accès libre sur les quais, ouvert au public depuis le 1er mai 2009 ; il a été conçu par l'architecte-paysagiste Michel Corajoud. Il couvre un espace de 5,5 hectares en bord de Garonne depuis le pont de pierre jusqu'au quai Sainte Croix et propose plusieurs aires de promenade et de détente ludiques ou sportives de plein air.
Le parc des sports Saint-Michel est constitué de plusieurs plateaux de jeux :
- un fronton avec une surface de jeu de 10 m par 16 m et un terrain de 47 m de long pour la pratique de type pelote basque.
- une aire de rink hockey de 42 m par 18 m en béton lisse.
- une aire de basket ball de 18 m par 11 m en revêtement béton bitumeux.
- un terrain de football urbain en gazon synthétique de 32 m par 16 m.
- une aire en sable de beach volley de 40 m par 18 m transformable en 1 terrain central ou 3 mini terrains.
- un espace de sport d'orientation.
- une aire de renforcement musculaire permettant le street workout.

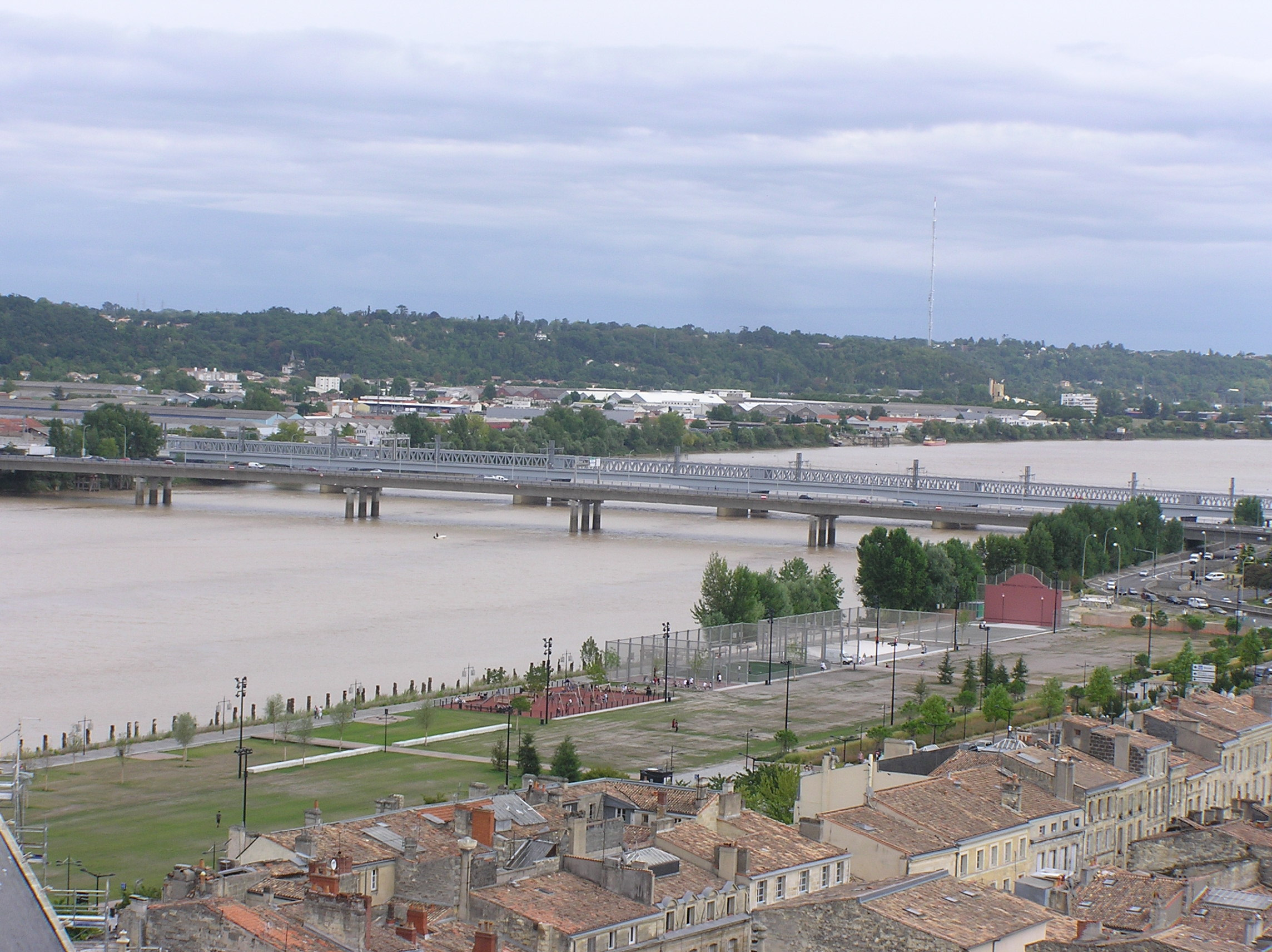
Parc des Sports Saint-Michel vu depuis la flèche Saint-Michel.

### Parc aux Angéliques
Le Parc aux Angéliques est un projet de (10 hectares qui entame sa dernière phase de construction. Cet espace vert s’étend du Pont Saint-Jean jusqu’au Pont Chaban-Delmas, il offre donc une longue et belle promenade sur la quasi-totalité des quais de la Rive Droite. Le Parc aux Angéliques a été délimité en 3 parties distinctes à travers lesquelles il est possible découvrir nombreuses formes de végétation et bénéficier également d’une sublime vue sur l’ensemble des quais de la Rive Gauche et son patrimoine urbain remarquable, en partie inscrit au patrimoine mondial (Port de la Lune), avec ses façades XVIIIe siècle, ses nombreux édifices classés ou inscrits au titre des monuments historiques.

## Le tramway sur les quais

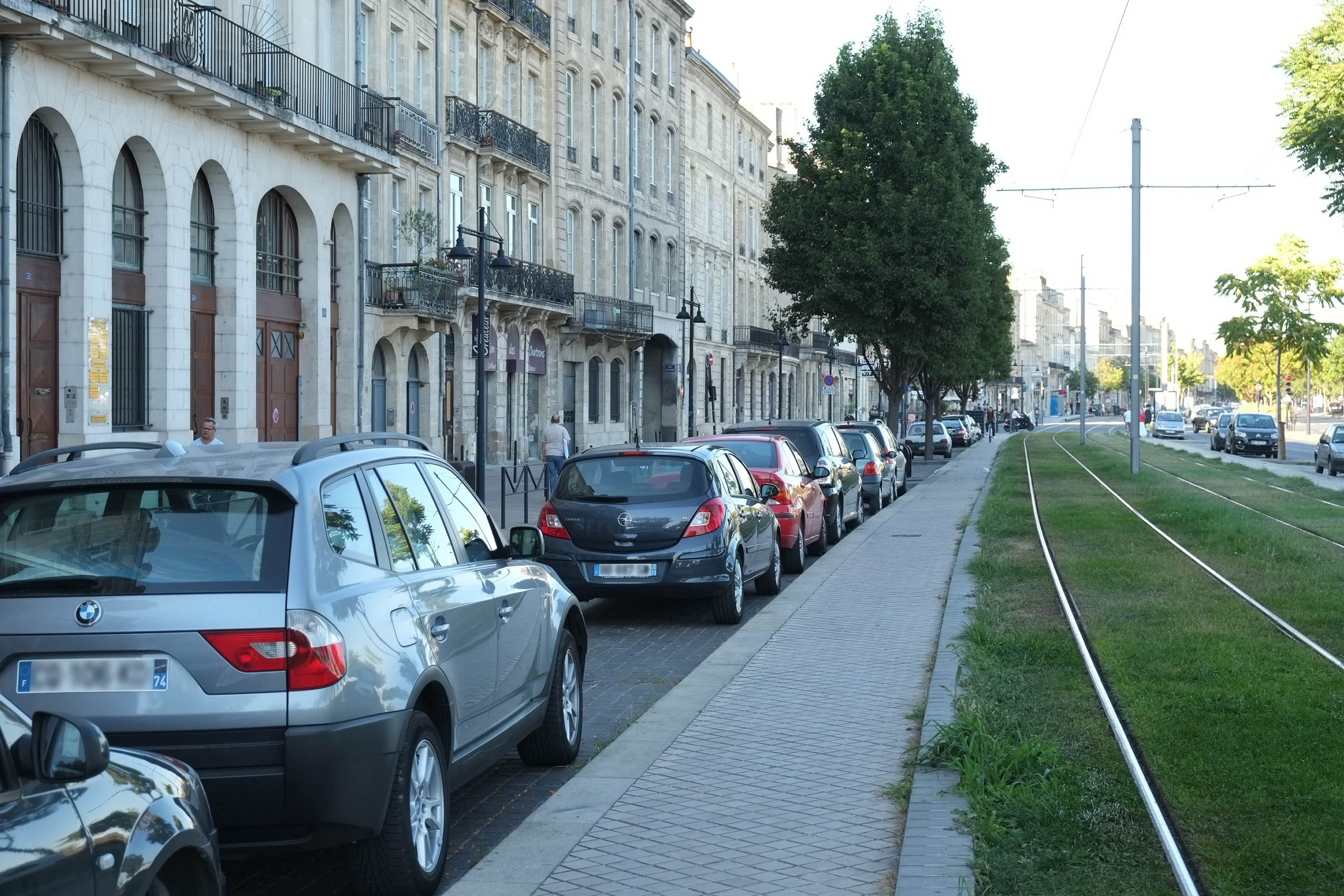
Ligne de tramway quai des Chartrons.

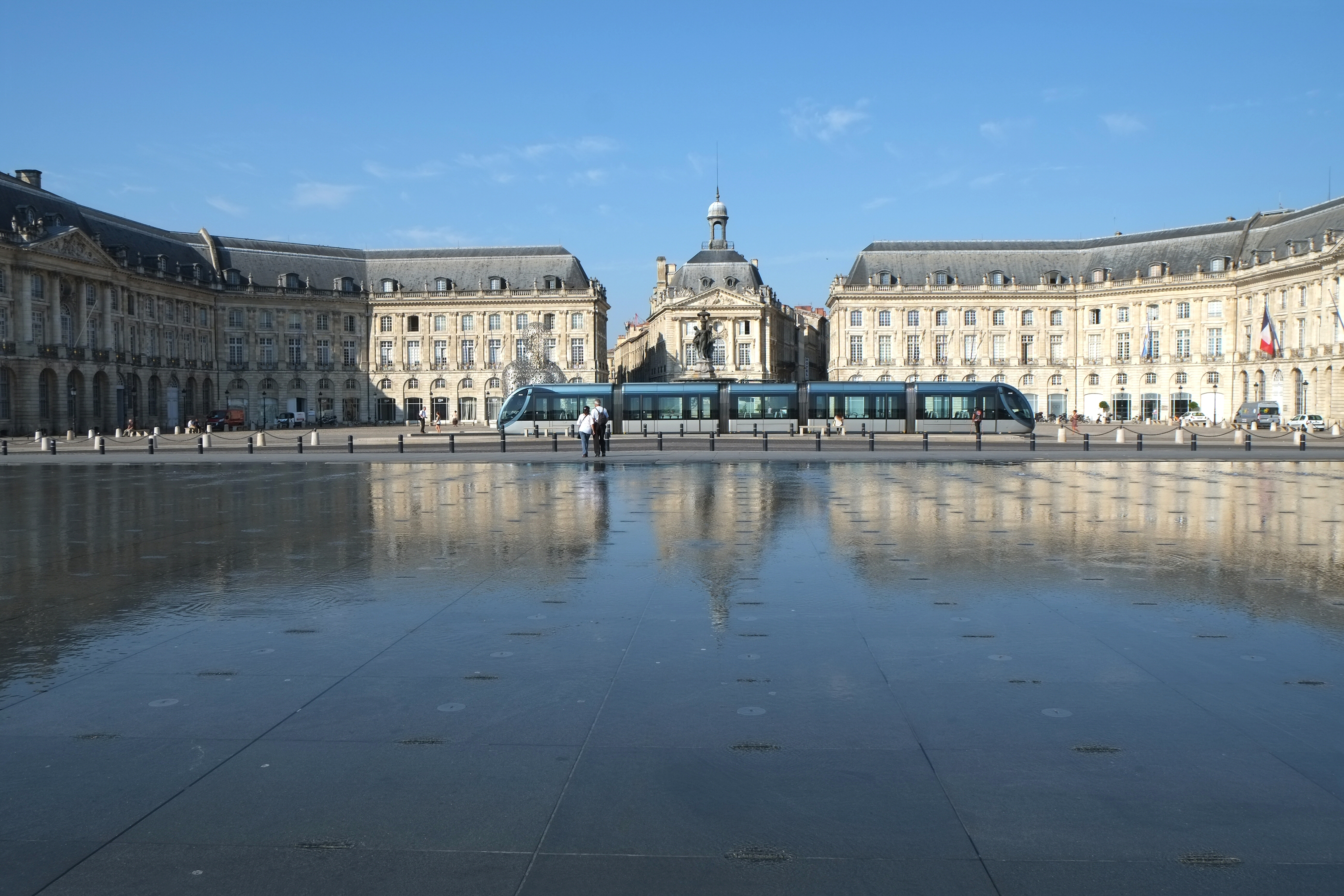
Tramway place de la Bourse.

Les quais sont parcourus par les quatre lignes du tramway de Bordeaux successivement :     
- Ligne A :

1. Porte de Bourgogne, située quai Richelieu.
2. Stalingrad, située place Stalingrad (quartier de la Bastide), entre le Pont de Pierre et l'avenue Thiers (rive droite).
3. Jardin botanique, située avenue Thiers (rive droite).

- Ligne B :

1. Bassins à Flot, située quai Bacalan.
2. Les Hangars, située quai Bacalan.
3. Cours du Médoc, située quai des Chartrons, près du Cours du Médoc.
4. Chartrons, située quai des Chartrons.
5. CAPC (Musée d'art contemporain), située quai Louis XVIII.
6. Quinconces, située Allées d'Orléans, place des Quinconces

- Ligne C :

1. Quinconces, située allées d'Orléans, place des Quinconces.
2. Place de la Bourse, située quai du Maréchal Lyautey, place de la Bourse. Cette station n'est équipée que de bancs, et ne comporte ni abri, ni distributeurs de tickets, afin de ne pas défigurer les façades de la place de la Bourse.
3. Porte de Bourgogne, située quai Richelieu.
4. Saint-Michel, située quai de la Grave.
5. Sainte-Croix, située quai Sainte-Croix.

- Ligne D :

1. Quinconces, située allées d'Orléans, place des Quinconces.
2. Place de la Bourse, située quai du Maréchal Lyautey, place de la Bourse. Cette station n'est équipée que de bancs, et ne comporte ni abri, ni distributeurs de tickets, afin de ne pas défigurer les façades de la place de la Bourse.
3. Porte de Bourgogne, située quai Richelieu.
4. Saint-Michel, située quai de la Grave.
5. Sainte-Croix, située quai Sainte-Croix.

À ces arrêts s'ajoute la station Quinconces Fleuve, qui raccorde les lignes de tramway B, C et D entre elles, au niveau de la place des Quinconces. Cette station n'est utilisée qu'en cas de nécessité de service.

## Manifestations
La Fête du vin sur les quais et la place des Quinconces, en alternance une année sur deux avec la Fête du fleuve incarnent les plus grands festivals du Sud-Ouest par l'accueil de nombreux navires, de concerts relatifs à la musiques du monde et par ses deux feux d'artifice d'ouverture et de clôture.
Le festival d'été Dansons sur les quais s'y tient tout le mois de juillet et d'août, placette de Munich.

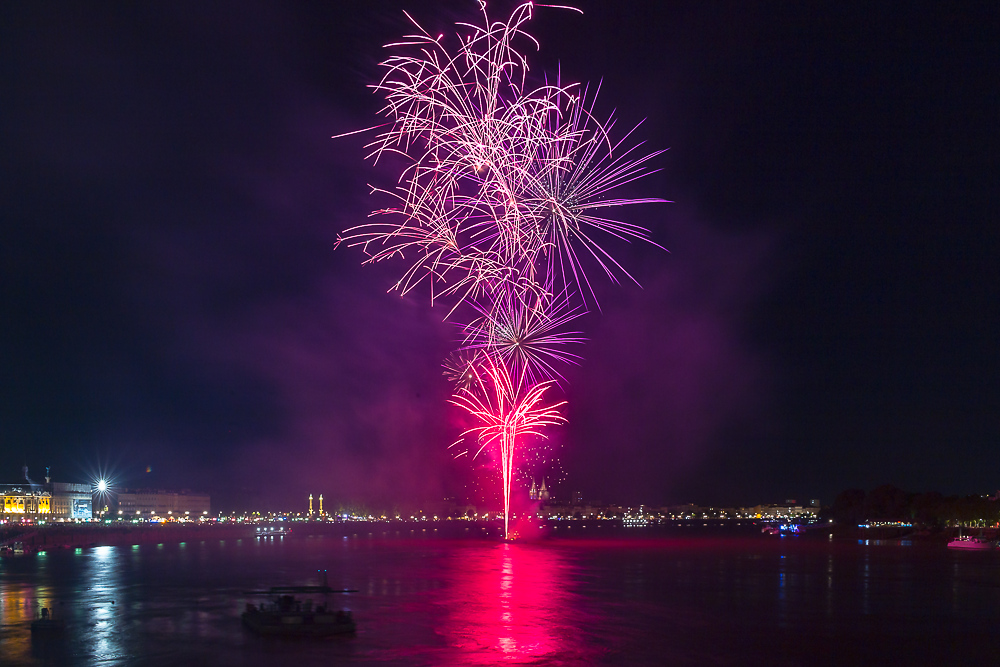
Feu d'artifice du 14 juillet (fête nationale française) tiré sur les quais de Bordeaux.
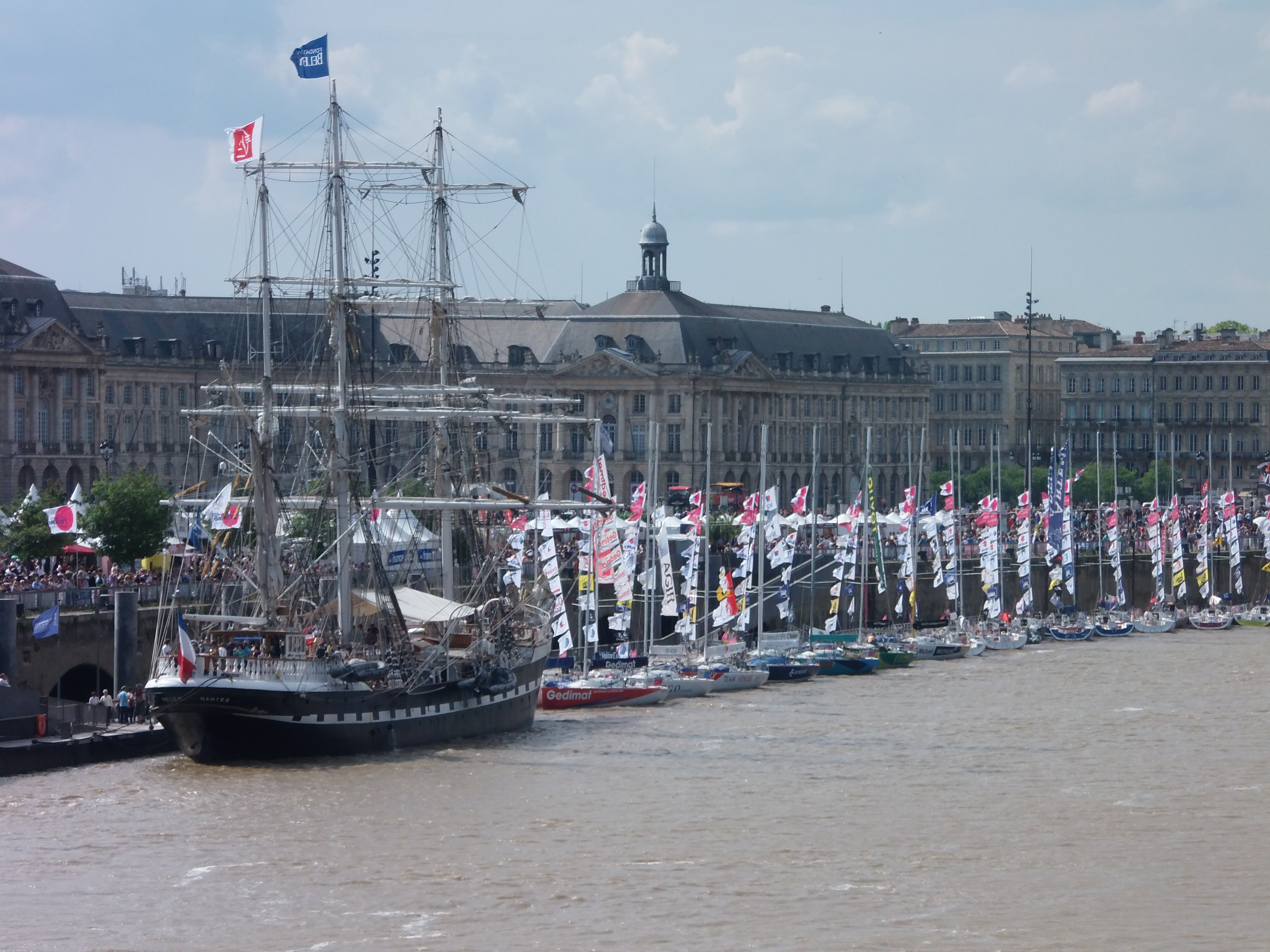
Quais de Bordeaux pendant la fête du fleuve.
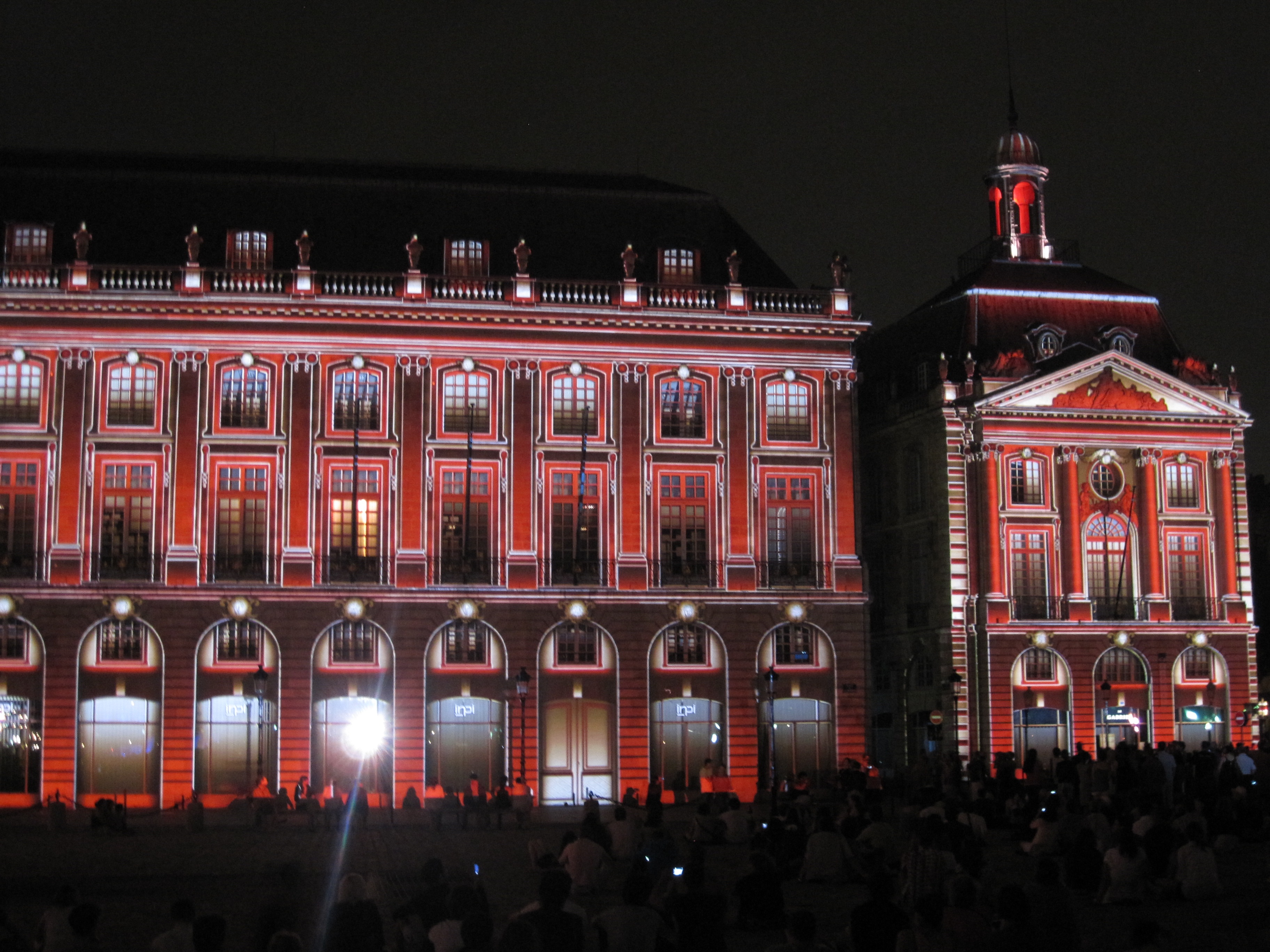
Spectacle son et lumière Place de la Bourse pendant la fête du vin.
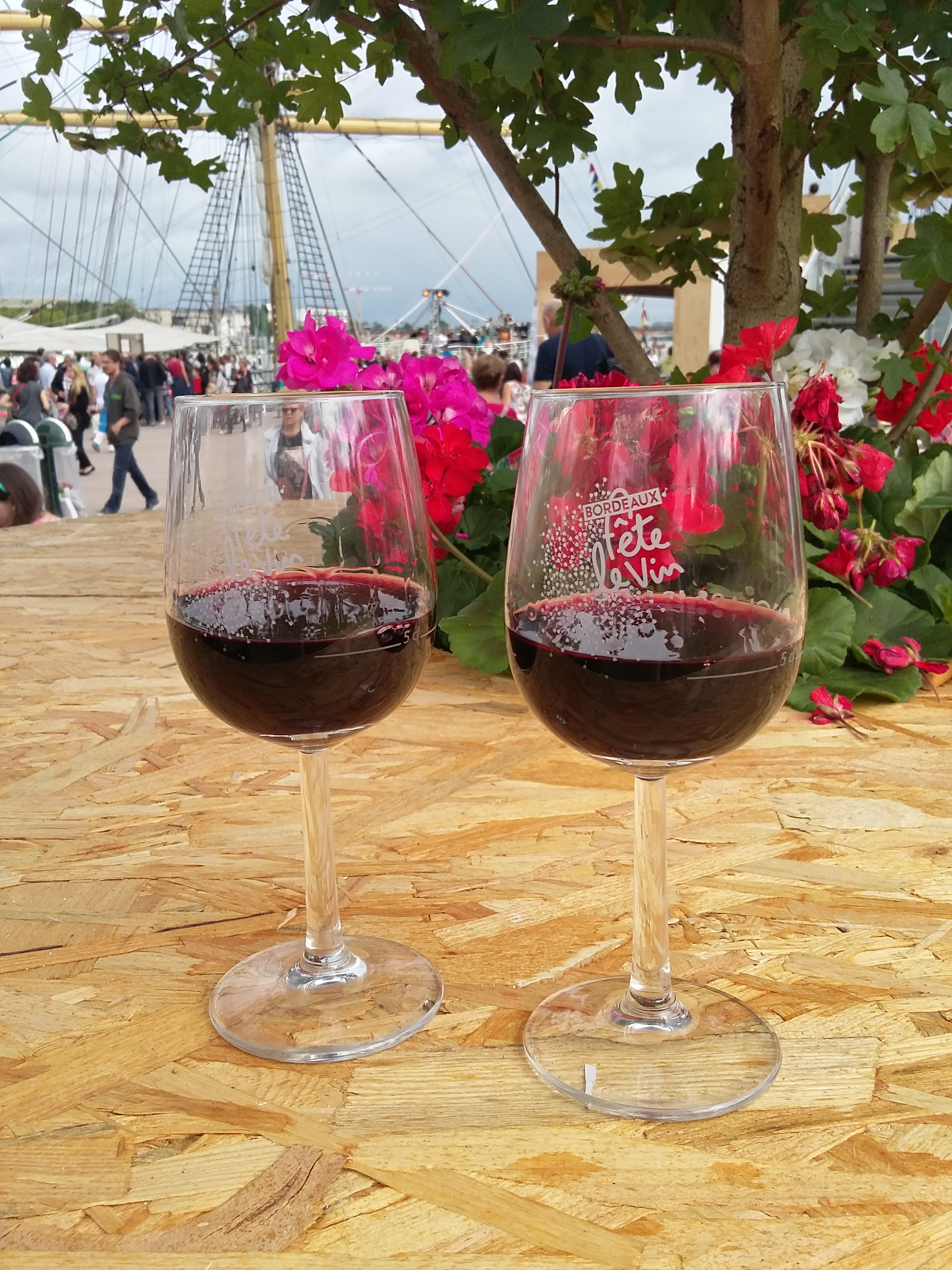
Verres de vin de Bordeaux pendant la fête du vin.

### Articles connexes

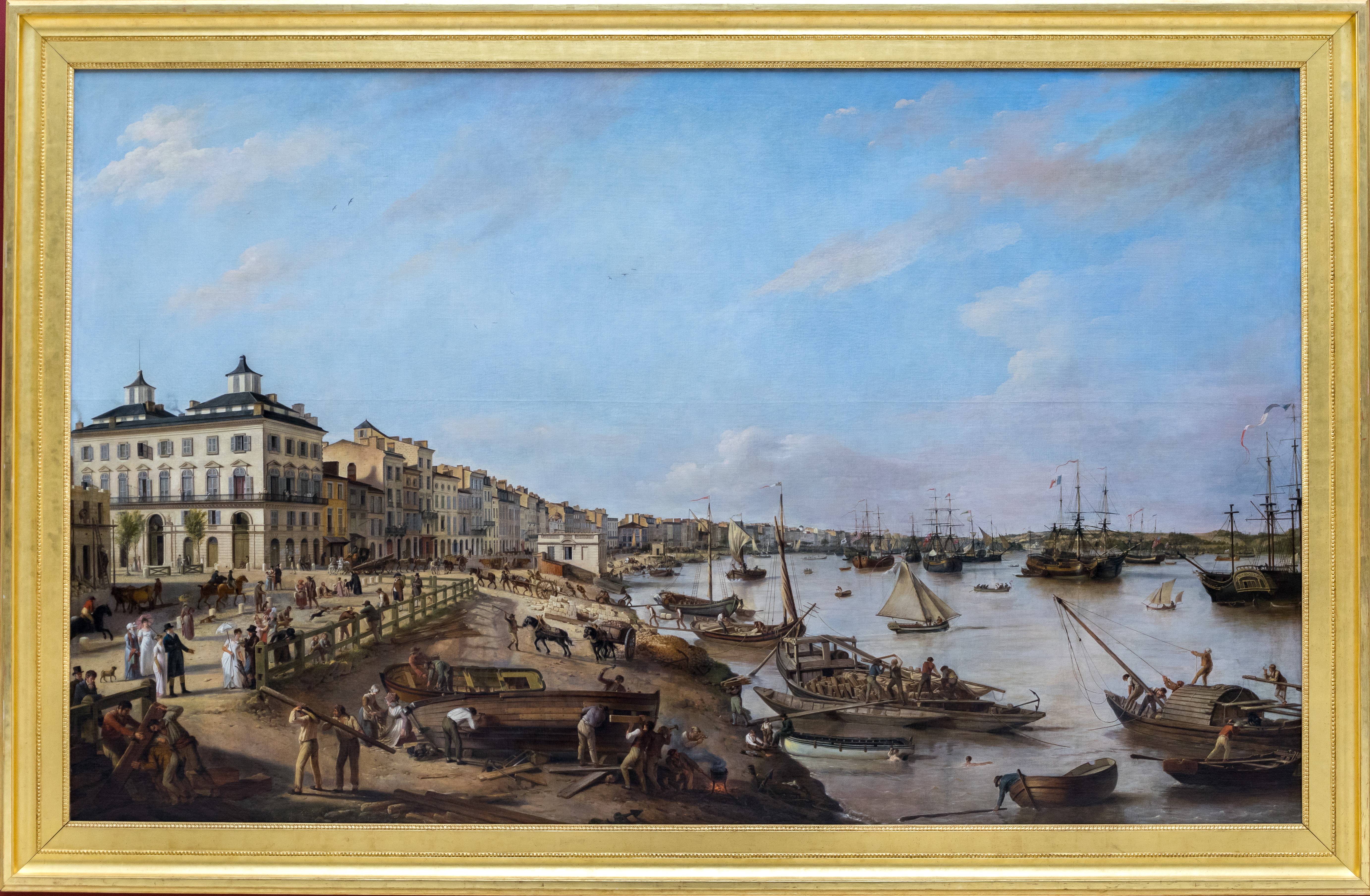
Tableau de Pierre Lacour